# Marisa Viggiano
Marisa Viggiano (Troy, Míchigan, Estados Unidos; 5 de febrero de 1997) es una futbolista estadounidense que juega como mediocampista para el Houston Dash de la National Women's Soccer League (NWSL) de Estados Unidos.
En 2019, Viggiano fue elegida por el Orlando Pride en la cuarta ronda del draft universitario de la NWSL.

## Estadísticas

### Clubes
| Club          | País           | Año               |
| ------------- | -------------- | ----------------- |
| Motor City FC | Estados Unidos | 2018              |
| Orlando Pride | Estados Unidos | 2019 - 2021       |
| Houston Dash  | Estados Unidos | 2022 - Actualidad |